# رحیم مسلمانیان
پروفسور رحیم مسلمانیان قبادیانی(۱۳۱۵_۱۳۹۵) ادیب و محقق برجستهٔ ادبیات معاصر فارسی اهل کشور تاجیکستان. وی در پی جنگ داخلی تاجیکستان، در سال ۱۹۹۴ به ایران مهاجرت کرد و تا سال ۲۰۰۸ در آن جا به سر برد تا اینکه فرزندانش او را به دوشنبه (تاجیکستان) بازگرداندند. رحیم مسلمانیان به مدت یازده سال از بیماری آلزایمر رنج می‌برد، سرانجام ۳ ژوییه سال ۲۰۱۶ در شهر دوشنبه درگذشت.

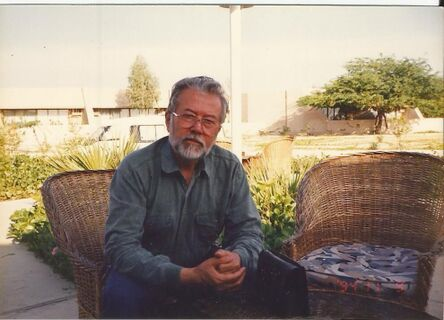
تصویری از رحیم مسلمانیان قبادیانی

## زندگی‌نامه
رحیم مسلمانیان قبادیانی در ۲۱ ژانویهً سال ۱۹۳۶ در قبادیان و از خانواده‌ای کشاورز به دنیا آمد و دوران کودکی خود را در همین شهر گذراند. پس از اتمام دبیرستان «رودکی» در قبادیان برای ادامهً تحصیل به شهر دوشنبه، پایتخت تاجیکستان رفت. از سال ۱۹۵۷ تا ۱۹۶۲ در دانشگاه ملی تاجیکستان تحصیل کرده و به پیشنهاد رئیس دانشگاه مشغول به تدریس شد. سال‌های ۱۹۳۶–۱۹۶۶ دورهً دکترا و سال‌های ۱۹۷۷–۱۹۷۹ دورهً فوق دکترای خود را پشت سر گذاشت. در ۱۹۶۷ از پایان‌نامهً دکترای خود در موضوع «سجع و سیر تاریخی آن در نثر فارسی و تاجیکی» و در ۱۹۸۰ از فوق دکترا در موضوع «عطاالله محمود نیشابوری و مسایل شعرشناسی کلاسیکی فارسی و تاجیکی در سده‌های ده تا پانزده» دفاع کرد، در ۱۹۷۳ عنوان دوتسینتی و در ۱۹۸۲ عنوان پروفسوری دریافت کرد. در سال ۱۹۸۰ به عنوان مدیر کرسی «نظرهً ادبیات» برگزیده شد و دوازده سال مدیریت دانشگاه را بر عهده داشت و در آنجا تدریس می‌کرد.
پس از فروپاشی شوروی مجبور به ترک وطن شد. در سال ۱۹۹۴ به ایران سفر کرده و به فعالیت فرهنگی خود در این کشور ادامه داد. در این فرصت چهارده ساله در ایران ۱۰۰۸ مقاله و ۳۴ کتاب از ایشان به چاپ و نشر رسیده‌است.

## آثار
از رحیم مسلمانیان بیش از ۳۷ عدد کتاب، رساله و بیش از ۱۰۰۸ مقالهً علمی و نقد ادبی، سیاسی و اجتماعی باقی مانده‌است.
مقاله‌های چاپ شده در تاجیکستان:

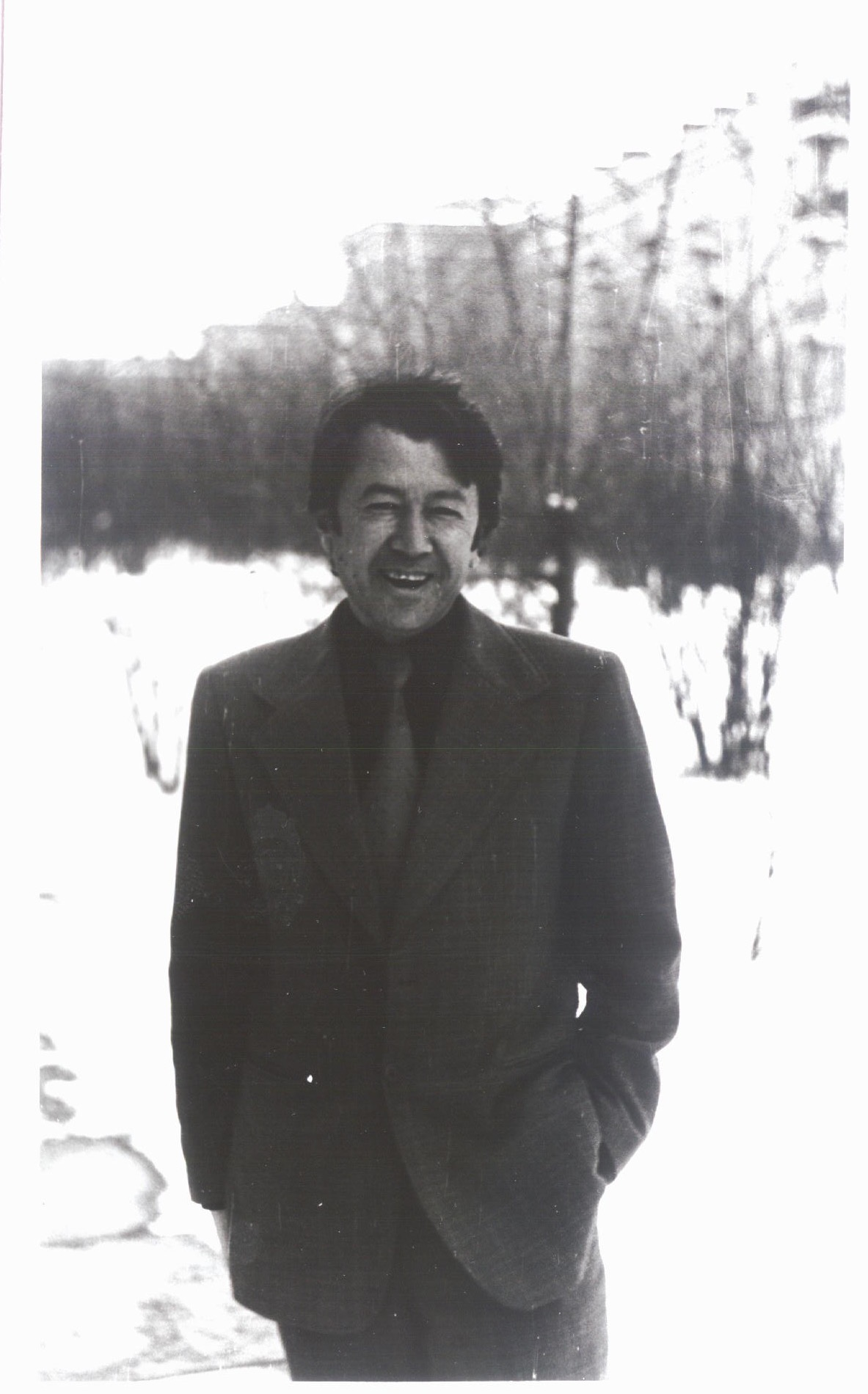
رحیم مسلمانیان قبادیانی (لنین گراد)

مقالهً "نخستین داستان‌های نویسندهً جوان" که در آن از داستان تعطیلات آرتیکاو سخن می‌رود، در سال ۱۹۶۰ چاپ شد. از تاًلیفات رحیم مسلمانیان می‌توان به مقاله‌های علمی، تحقیقاتی، آثار تعلیمی اشاره کرد. ایشان دربارهً مسائل مختلف تاریخ ادبیات و ادبیات‌شناسی تاجیک از قبیل افکار نطری و زیبایی‌شناسی عصر میانهً فارسی-تاجیکی، رابطه‌های ادبی، خلاقیت ادبی شوروی تاجیک، مسائل نظری ادبیات‌شناسی معاصر و علم بدیعی، تحلیل و تحقیق کردند.
- استاد بزرگ سخن بدیعی (۱۹۶۷)؛
- سیر در بوستان حکمت (۱۹۷۰)؛
- سجع و سیر تاریخی آن در نثر تاجیک (۱۹۷۰)؛
- تصویر، صنعت و مهارت (۱۹۷۰)؛
- دو نشان شعر برتر (۱۹۷۱)؛
- اندیشه‌های اطراف شعر (۱۹۷۳)؛
- طلب زمان و روابط ادبی (۱۹۷۳)؛
- مشعل دوران (۱۹۷۵)؛
- زمان و سخن (۱۹۷۶)؛
- اسرار سخن (۱۹۸۰)؛
- حیات اجتماعی و تصویری شاعرانه (۷۳–۱۹۶۹)؛
- خواجه حافط و تیمور لنگ (۱۹۷۱)؛
- یادگاری مفید و جامع (۱۹۷۲)؛
- مفهوم "قصیده" در سرچشمه‌های نطری عصرهای ۱۱ و ۱۴" (۱۹۷۹)؛
- شعرشناسی شعر «به و.الف. لنین» (۱۹۸۰)؛
- سخن از مهارت (۱۹۸۱)؛
- قافیه: پیدایش و ارزش (۱۹۸۲)؛
- شاعر نوآور (۱۹۸۳)؛
- فروغ شعر جان پرور (۱۹۸۴)؛

این آثار مسائل مهم ایجاد خلاقیت شوروی تاجیک را در بر می‌گیرند. از دیگر مقاله‌های رحیم مسلمانیان می‌توان به"نثر دل انگیز" (۱۹۶۸)، "آشیانه ام دل مردم" (۱۹۶۹)، "شعر آزاد در تاجیکستان" (۱۹۷۹)، "یک روی شاهستون" (۱۹۸۱) اشاره کرد. در مجموعه‌های گوناگون از حسن و خوبی روشن شدهً آن‌ها سخن گفته شده‌است.
قسمت معین تاًلیفات رحیم مسلمانیان، از قبیل "چند سخن دایر با ادبیات‌شناسی تاجیک" (۱۹۷۲)، "نظریه‌شناس بزرگ"(۱۹۸۱)، "سخن‌شناس بی نظیر" (۱۹۸۲) با آموزش و ترغیب آثار ادبیات‌شناسی عصر میانه آمدند.
رحیم مسلمانیان برنامهً درس‌های عملی و لکسیونی "نظریهٔ ادبیات" (۱۹۸۵) تنظیم و دستور تعلیم "سنت و مهارت" (۱۹۸۵) را منتشر کرده‌است. همچنین مقاله‌های دربر گرفته شده از ادبیات‌شناس عطاالله محمود حسینی "بدایع و الصنایع" (۱۹۷۴) و حسین واعضی کاشفی "بدایع و الفکار در صنایع و اشعار" (۱۹۷۷) را با پیشگفتار و توضیحات منتشر کرد.
کتاب‌های چاپ شده در تاجیکستان:
- سجع و سیر تاریخی آن در نثر تاجیک (۱۹۶۶)؛
- دوستی بزرگ (جامی و نوایی) (۱۹۶۸)؛
- باقی رحیم زاده (۱۹۷۰)؛
- طلب زمان و رابطه‌های ادبی (۱۹۷۳)؛
- عطاالله محمود حسینی، بدایع الصنایع (۱۹۷۴)؛
- در وصف لنین گراد (۱۹۷۴)؛
- لنین گراد و تاجیکستان (۱۹۷۴).

از جمله کتاب‌های چاپ شده در ایران:
- زبان و ادب فارسی در فرآورد (۱۹۹۷)؛
- شعر در سرچشمه‌های نظری (۱۹۹۸)؛
- از اینجا تا بخارا لاله باشه (۲۰۰۰)؛
- از قبادیان تا کرمانشاهان (۲۰۰۱)؛
- چهار سخن از حکیم ناصر خسرو قبادیانی (۲۰۰۲)؛
- ستاره‌های پامیر (۲۰۰۳)؛
- پارسی دری(۲۰۰۳)؛
- تاجیکان در تاریخ (۲۰۰۳)؛
- پاسخ به هزارهٔ دوم، درود به هزارهٔ سوم (۲۰۰۴)؛
- بدایع و صنایع (۲۰۰۴)؛
- آیینهٔ قبادیان (۲۰۰۴).

## خاطرات
استاد مسلمانیان دفائیهً دکترای خود را در دانشگاه دولتی سن پترزبورگ زیر نظر استاد الکساندر نیکلایویچ بولدروف انجام داد. ایشان روابط بسیار خوبی با استاد خود داشت. به‌طوری‌که سال‌ها بعد آقای ایوان استبلین کامینسکیدر طی دیدار خود با استاد مسلمانیان درایران به ایشان گقتند که استاد بلدروف بعد از شروع جنگ داخلی تاجیکستان نگران حال ایشان بوده و در لحظات قبل از مرگ خود گفته: «رحیم کجا است؟ حالش چطور است؟».

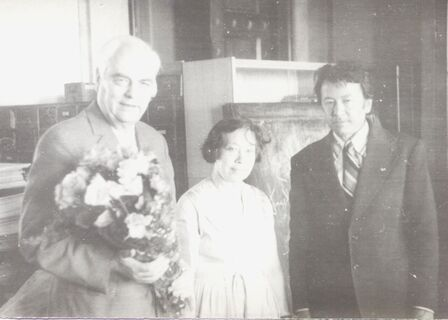
رحیم مسلمانیان به همراه استاد الکساندر نیکلاویچ بلدروف

## در گذشت
رحیم مسلمانیان قبادیانی در سال ۲۰۰۵ به بیماری آلزایمر مبتلا شد و به تاجیکستان بازگشت. او به مدت ۱۱ سال از این بیماری رنج می‌برد. سرانجام در ۳ ژوییه سال ۲۰۱۶ درگذشت. پیکر او در آرامگاه سرآسیای شهر دوشنبه به خاک سپرده شد.